# Eduard Klein (Politiker)
Eduard Karl Wilhelm Friedrich Cäsar Klein (* 23. Oktober 1837 in Stift Keppel; † 20. Dezember 1901 in Heinrichshütte) war ein deutscher Bergwerksdirektor, Politiker und Mitglied des Deutschen Reichstags.

## Leben
Klein besuchte die Realschule I. Ordnung in Siegen, sowie die Bergakademien Berlin, Freiberg und Leoben. Er war Direktor des Hüttenwerks Heinrichshütte und der dazugehörigen Bergwerke. Weiter war er II. Beigeordneter der Bürgermeisterei Hamm, Mitglied des Gemeinderats und Mitglied des Waldschutzgerichtes des Kreises Altenkirchen. Zwischen 1888 und 1901 war er Mitglied des Rheinischen Provinziallandtages. Er war verheiratet mit Elisabeth Lenssen und hatte mit ihr zwei Söhne und eine Tochter.
Von 1878 bis 1881 war er Mitglied des Deutschen Reichstags für den Wahlkreis Regierungsbezirk Koblenz 1 (Wetzlar, Altenkirchen) und schloss sich im Reichstag zunächst der Fraktion der Nationalliberalen Partei an. Am 12. Juli 1879 trat er aus der nationalliberalen Fraktion aus und schloss sich 27. Februar 1880 der Liberalen Gruppe an.